# Das & Boom

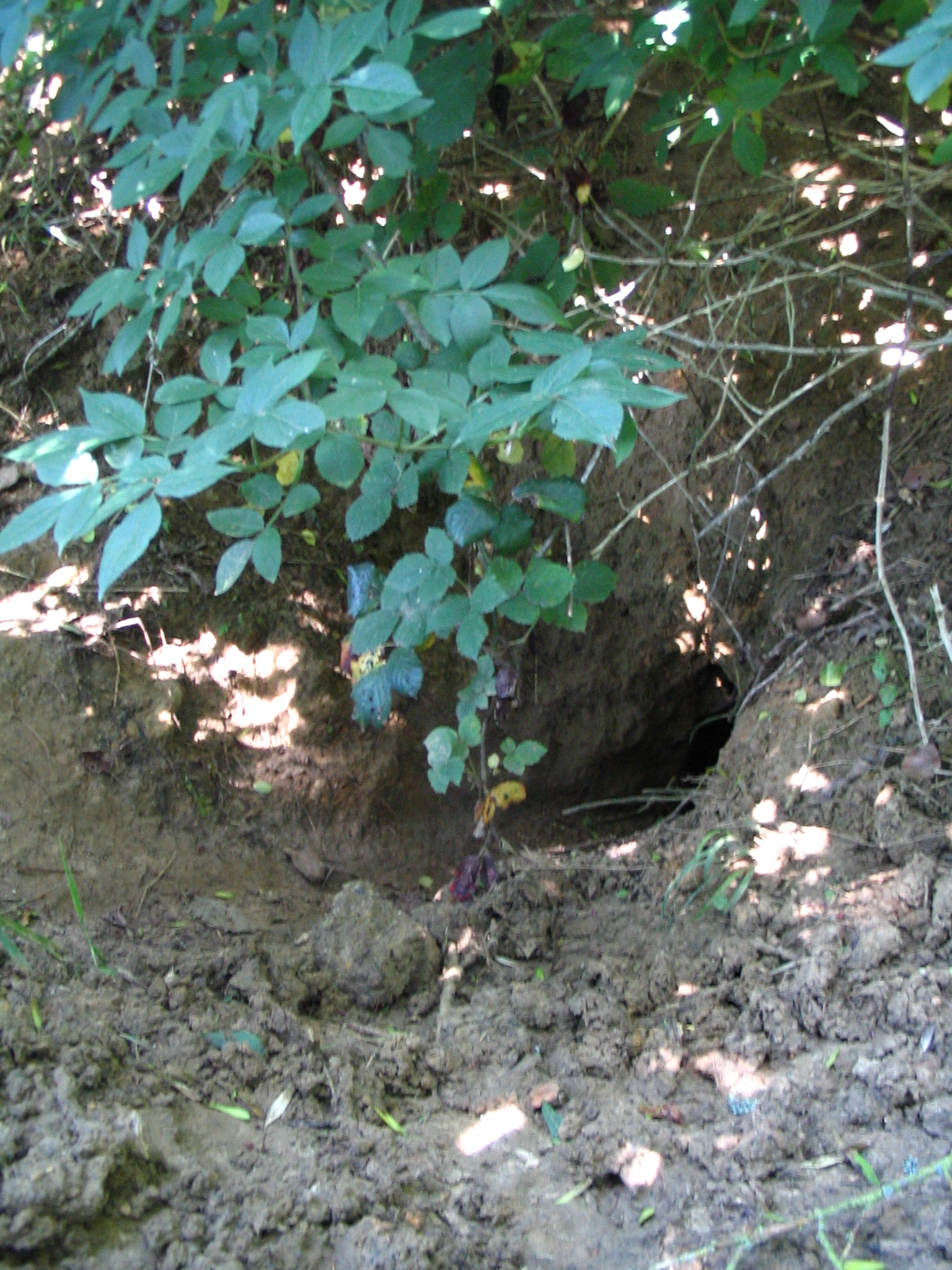
Ingang van een dassenburcht

Das & Boom was van 1981 tot 2006 een vereniging en is sinds 2007 een stichting voor natuurbescherming in Nederland, in het bijzonder ten behoeve van de das. Begin 2011 werd de vereniging heropgericht.
De doelstelling van de vereniging was vooral om marterachtigen, met de das als voorbeeld, en hun leefgebieden te beschermen. Als kleine vereniging had Das & Boom de handen vol aan deze doelstelling. Doordat de overheden gemaakte afspraken niet altijd nakwamen, zocht men regelmatig mediabelangstelling en stapte vaak naar de rechtbank. De doelstelling  werd later verruimd, zodat andere dieren en hun leefgebied er ook onder vielen.
Das & Boom was het geesteskind van voorzitter Jaap Dirkmaat. Hij was goed in het bespelen van de media en vormde het gezicht van de vereniging, die op haar hoogtepunt ruim 9000 leden telde. 
Als reden waarom juist voor de das als icoon was gekozen, verklaarde Dirkmaat in 2000 voor een groep studenten: "Als je tegen de overheid zegt dat de ooievaar uitsterft, dan geven ze de schuld aan alle landen tussen hier en Afrika, waar de vogel overwintert. De das blijft in Nederland en dus daar kunnen ze niet om hem heen. Bovendien leent zijn kop zich bijzonder goed voor een logo".

## De korenwolf
Landelijke bekendheid kreeg Das & Boom vooral door de actie voor het behoud van de gewone hamster (vaak "korenwolf" genoemd) die in Nederland alleen in Zuid-Limburg voorkomt. Verschillende activiteiten veroorzaakten dat de korenwolf vrijwel uit het Limburgse landschap was verdwenen. Na een actie van de vereniging faciliteerde de overheid een succesvol fokprogramma dat door diergaarde Blijdorp in Rotterdam en de vereniging ter hand werd genomen.
Van de toegezegde elf reservaten in Zuid-Limburg, zijn er in 2006 inmiddels zes leefgebieden volledig gerealiseerd. In het bezoekerscentrum van Das & Boom in Beek (bij Nijmegen), worden dassen en andere marterachtigen opgevangen. Men wil zich ook bezighouden met informatie over hazelmuizen, boomkikkers, egels en planten.
Door de acties van Dirkmaat, die vele juridische zaken aanspande tegen overheid en bedrijven in vooral Limburg, werd Europese milieuregelgeving versneld doorgevoerd in Nederland. De vossenspecialist Jaap Mulder verklaarde dat wetenschappelijk onderzoek door Dirkmaat werd gedwarsboomd, daar die vond dat wetenschappers alles 'grijs' maken en hijzelf als actiegroep 'zwart-witte' tegenstelling wilde verdedigen en dat de actiegroep meer politieke dan biologische kennis had.

## Opheffing van de vereniging
Op 8 december 2006 maakte de vereniging bekend dat Das & Boom per 11 december zou worden opgeheven. De vereniging heeft daarmee 25 jaar bestaan. Dirkmaat heeft in plaats daarvan de Vereniging Nederlands Cultuurlandschap (VNC) opgericht, die zich vooral richt op het herstellen van het cultuurlandschap.

## Erkenning
Das en Boom werd driemaal onderscheiden:
- Heimans & Thijsse-prijs (1988),
- Anjerfondsbokaal (1995)
- Prins Bernhard Cultuurfondsprijs voor Natuurbehoud (2000)

## Oprichting van de stichting Das & Boom
Op 17 juni 2007 werd de stichting Das & Boom Opvang en Advies opgericht, dat onderdeel vormt van het VNC. Deze stichting heeft als doelstelling een coördinerende en adviserende rol te spelen rond alle interacties tussen mens en das met het doel het welzijn van de das te bewaken of waar mogelijk te bevorderen. De stichting neemt ook nog steeds hulpbehoevende dassen op en houdt steekproefsgewijs de dassenstand in de gaten en controleert dassenvoorzieningen. Actievoering wordt niet langer ondernomen, maar waar de stichting denkt dat dassen planologisch in de knel kunnen komen, worden wel adviezen gegeven.